# Torre antincendio

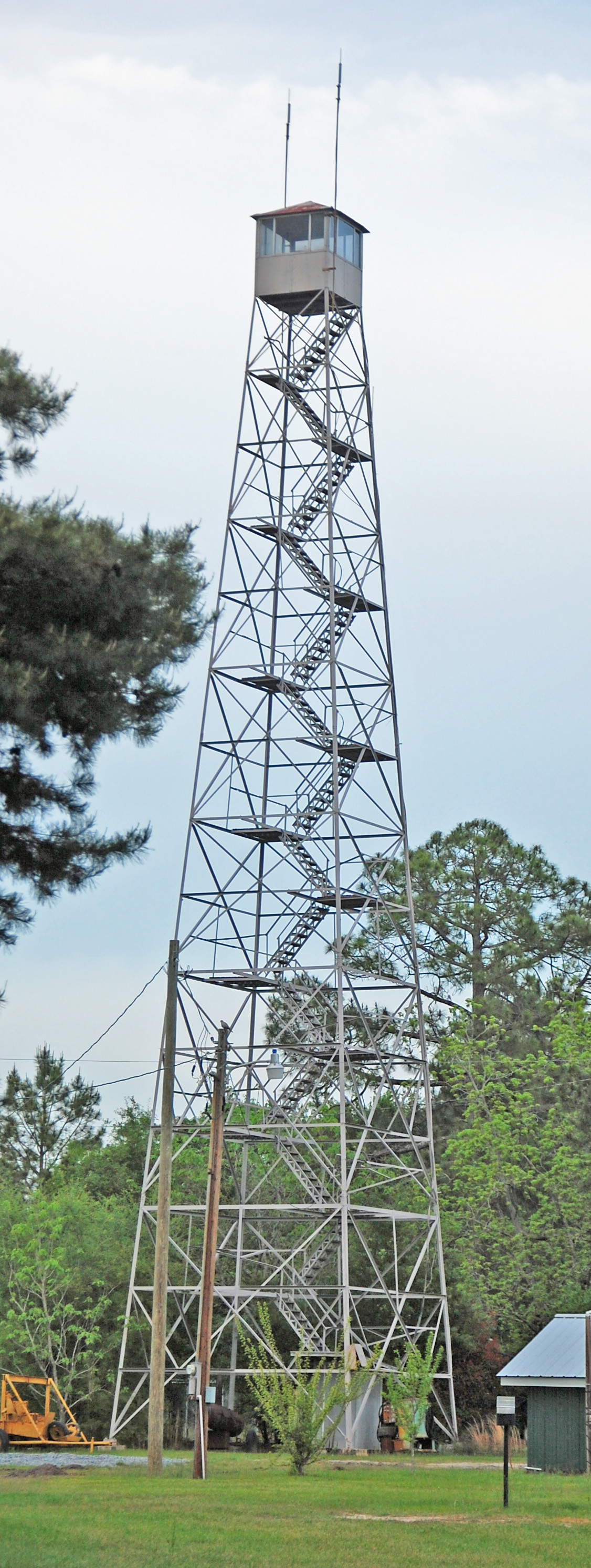
Torre di avvistamento antincendio in Georgia, negli Stati Uniti d'America

Una torre antincendio o torre di avvistamento antincendio è una struttura destinata a ospitare un figura professionale che ha lo scopo di segnalare gli incendi. Nonostante il loro nome, le torri antincendio non sono necessariamente degli edifici torreiformi, ma possono anche trattarsi di architetture poste in una zona sopraelevata, spesso, ma non sempre, forestale o boschiva, che permettano di osservare l'area circostante (ad es. baite). Oltre ad avere delle funzioni di sicurezza, possono fungere da rifugio o attrazione turistica.
Le odierne tecnologie (satelliti, droni e videocamere) stanno rendendo obsolete le torri antincendio.